# Ring 4 (København)
Ring 4 ofte benævnt O4 er en ca. 11 km ringvej der går igennem de nordlige københavnske forstæder, ruten har sin begyndelse hvor Motorring 4 slutter ved tilslutningsanlæg 1 Ballerup C. Den forløber igennem Ballerup, Hareskovby, Bagsværd og Kgs. Lyngby.
Ruten starter ved Ballerup Boulevard ved Motorring 4 afslutning, og forsætter videre mod nord. Vejen passerer Frederikssundbanen, og derefter sekundærrute 211 Frederikssundvej hvor der er forbindelse til Frederikssund og København. Den forsætter derefter videre igennem Hareskovby, og passerer Hillerødmotorvejen i et tilslutningsanlæg, hvor der er forbindelse mod Hillerød og København. Herfra passerer den igennem det nordlige Bagsværd, hvor den senere forsætter ned af Nybrovej, og ender i et tilsluningsanlæg ved Motorring 3. Herfra er der forbindelse til primærrute 19 der går mod København, E47 til Helsingør, Rødby og E55 til Gedser. .